# Ostrowąsy (Pomerania Occidental)
Ostrowąsy [pronunciación en polaco: /ɔstrɔˈvɔ̃sɨ/] (en alemán: Wusterhanse) es un pueblo ubicado en el distrito administrativo de Gmina Barwice, dentro del Condado de Szczecinek, Voivodato de Pomerania Occidental, en el norte de Polonia occidental. Se encuentra aproximadamente a 6 kilómetros al norte de Barwice, a 23 kilómetros al oeste de Szczecinek, y a 125 kilómetros al este de la capital regional Szczecin.
Antes de 1945, el área fue parte de Alemania. Para la historia de la región, véase Historia de Pomerania.